# Platax pinnatus

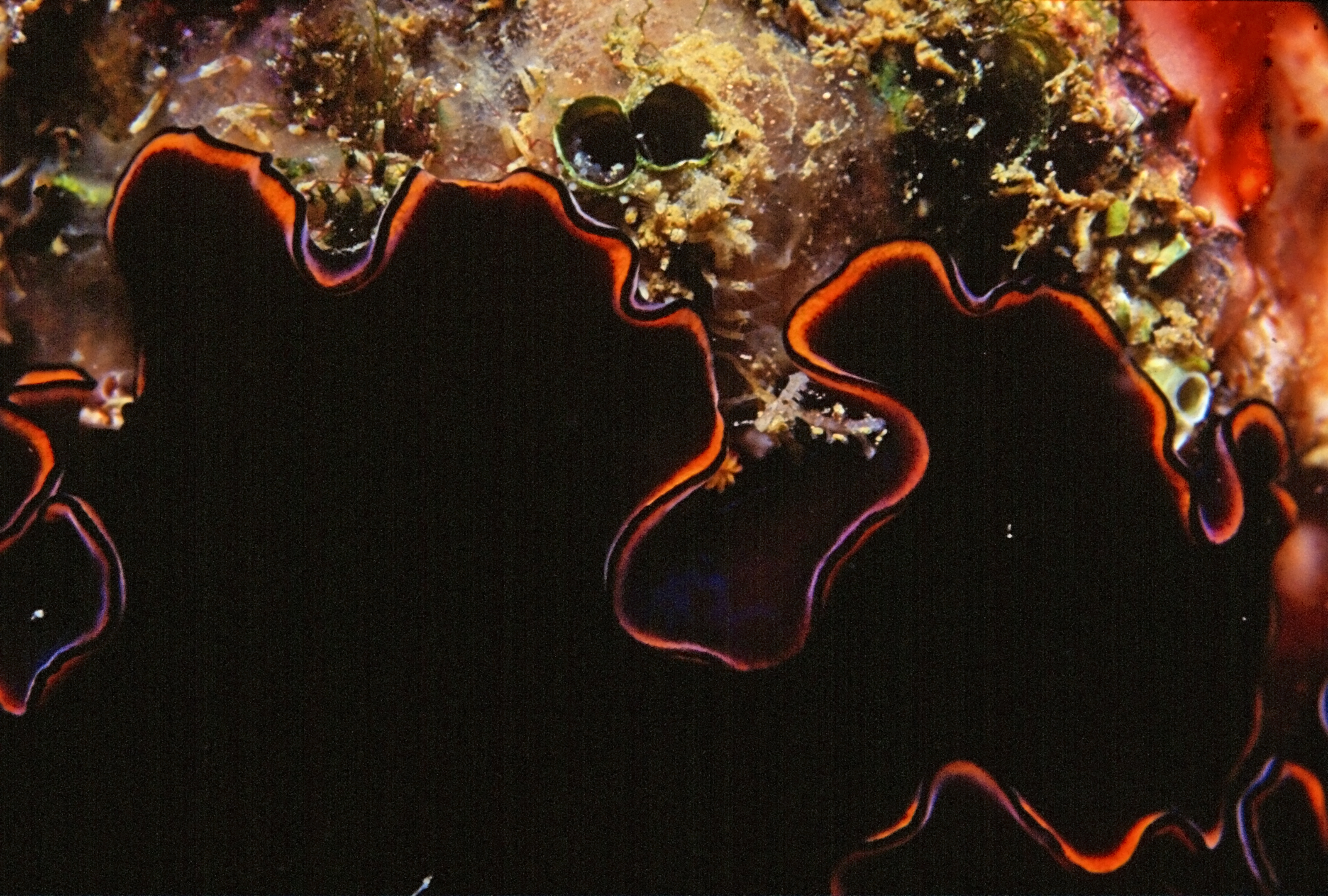
Pseudobiceros splendidus

Platax pinnatus, conocido como pez murciélago de cara roja o pez murciélago de aleta grande, es una especie de pez marino de la familia Ephippidae, que en su etapa juvenil presenta una forma y librea extraordinariamente vistosa y muy diferente de la de los ejemplares adultos. 
Su color es de un marrón oscuro, casi negro; posee unas aletas dorsal y anal muy grandes y alargadas que, junto a la línea perimetral naranja que lo rodea, y el movimiento ondulante que emplea cuando se desplaza, se asemeja a gusanos platelmintos tóxicos, Pseudobiceros uniarborensis y Pseudobiceros splendidus. Lo que sin duda le libra de predadores.

## Morfología
De adulto adquiere un cuerpo ovalado fuertemente comprimido, de color gris plateado, con una banda oscura vertical que atraviesa el ojo y otra que atraviesa la aleta pectoral. Los extremos de las aletas son amarillos. Alcanzan los 45 centímetros de longitud corporal. Los individuos de mayor tamaño, por encima de los 35 centímetros, tienen el hocico más alargado y el perfil de la cabeza claramente cóncavo. 
Presentan las mandíbulas con varias filas de dientes aplanados con tres cúspides, y también tienen dientes en el vómer, pero no en el paladar. Carecen de espinas en el opérculo.
No presenta dimorfismo sexual.
|  |  |  |

## Alimentación
Es omnívoro. Se alimentan de algas, medusas, pequeños crustáceos y zooplancton. 
En Australia, se ha constatado en un estudio biológico, que Platax pinnatus es una especie idónea para eliminar algas invasivas de arrecifes y zonas costeras, demostrando mayor efectividad que especies herbívoras.

## Hábitat y distribución
Aparece en el Pacífico Oeste, desde las Islas Ryukyu hasta Australia, siendo dudosa su presencia en el océano Índico. 
Frecuenta los arrecifes de coral, entre 2 y 50 m de profundidad. 
Los adultos merodean en solitario, salvo para nadar en aguas abiertas, para lo que forman grupos. Los juveniles suelen encontrarse en grupos, en manglares y arrecifes superficiales protegidos. También en aguas más profudas, donde habitan en cuevas.

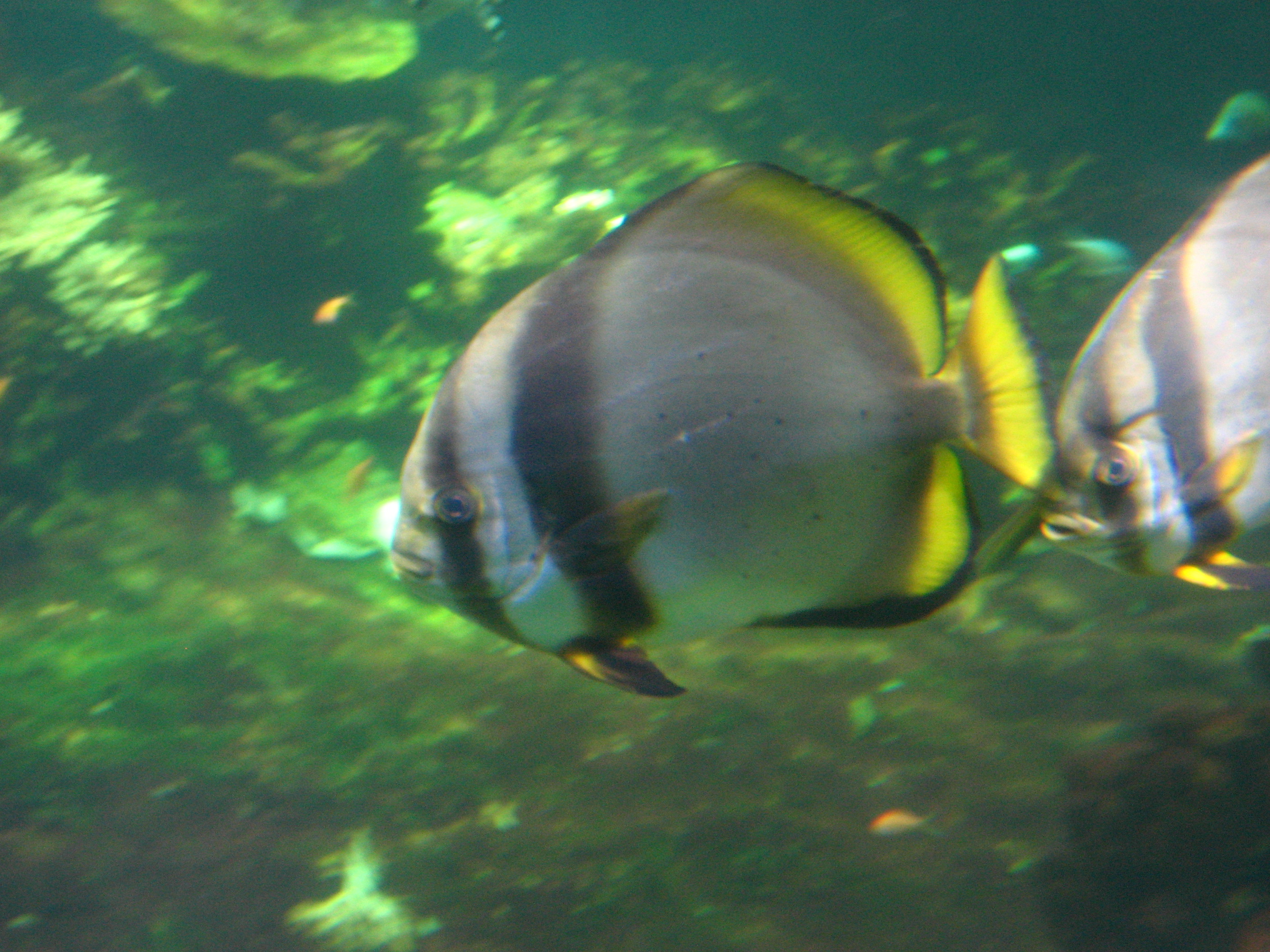

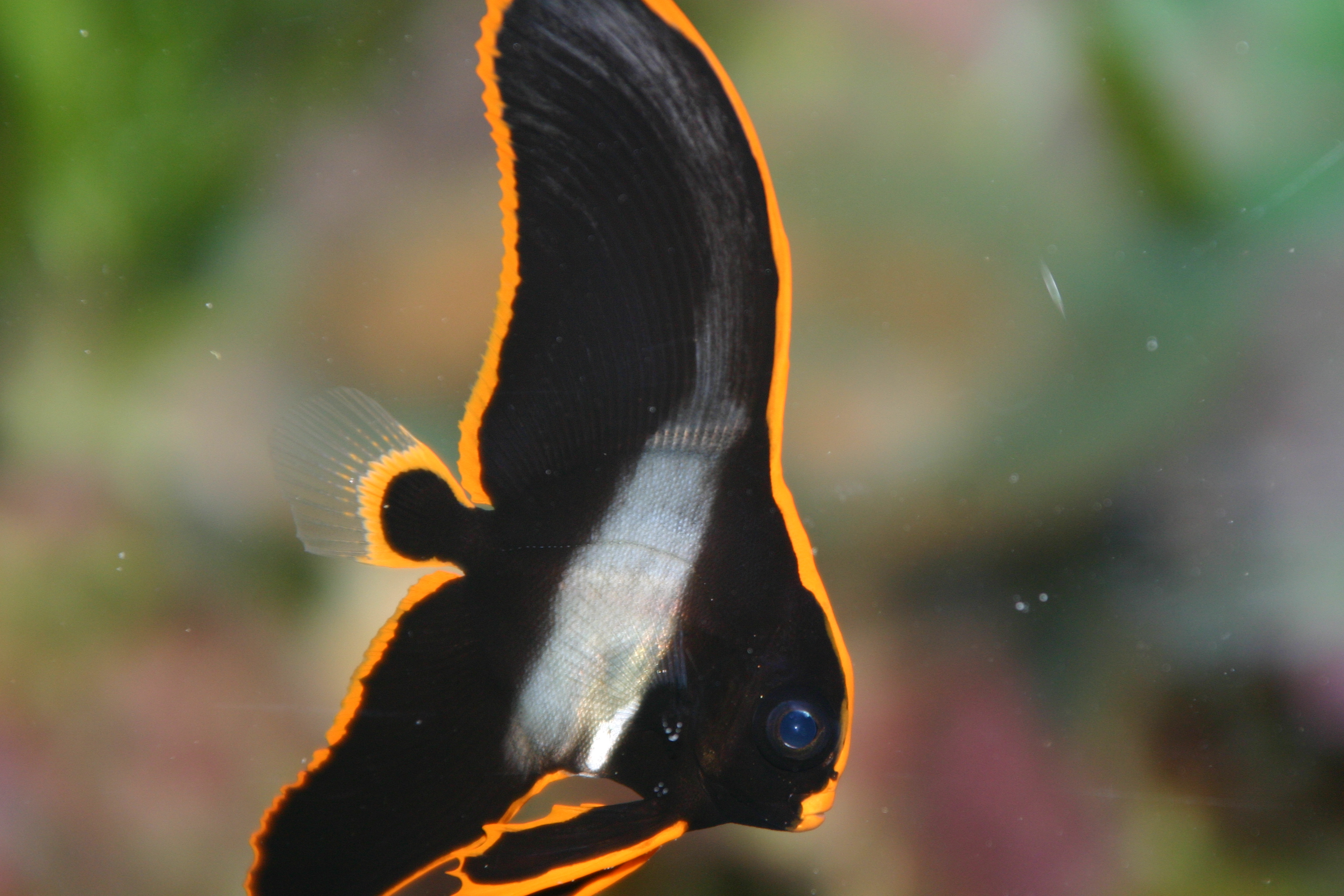

## Mantenimiento
Es una especie muy difícil de conservar en cautividad, y debería ser reservada a acuariófilos muy experimentados, ya que tiene reputación de ser de las especies más frágiles y que peor se adaptan a la cautividad.
Debido a su timidez, la alimentación puede resultar muy complicada y debe mantenerse alejado de especies agresivas que puedan intimidarlo aún más y mordisquear sus aletas.
Hay que tener en cuenta el tamaño que adquirirá en su etapa adulta, y, por ello, nunca deberíamos introducirlo en acuarios menores de 1000L.